# Список графов де Гин
Графы де Гин (фр. Comtes de Guînes) — титул правителей графства Гин в северной Франции, на побережье Ла-Манша.

## Дом де Гин
- до 965 : Зигфрид (940—965), датский викинг;
- 966-996 : Ардольф I де Гин (966—996), сын предыдущего;
- 997-1036 : Рудольф I де Гин (992—1036), сын предыдущего;
- 1036-1052/1065 : Эсташ I де Гин (1016—1052/1065), сын предыдущего;
- 1052/1065-1091 : Бодуэн I де Гин (1038—1091), сын предыдущего;
- 1091-1137 : Манассия I де Гин (1075—1137), сын предыдущего;

## Дом де Бурбур
- 1137-1142 : Беатриса де Бурбур (1133—1142), внучка предыдущего, дочь Генриха, кастеляна Бурбура;
- 1137-1142 : Обри де Вер (ок. 1130 — 1197), граф Оксфорд, супруг предыдущей.

## Гентский дом
- 1137—1169 : Арнульф I де Гин (1115—1169), сын Венемара, бургграфа Гента, и Гизелы де Гин, дочери Бодуэна I;
- 1169—1205 : Бодуэн II де Гин († 1205), сын предыдущего;
- 1205—1220 : Арнульф II де Гин († 1220), сын предыдущего;
- 1220—1244 : Бодуэн III де Гин (1205—1244), сын предыдущего;
- 1244—1283 : Арнульф III де Гин († 1283), сын предыдущего;
- 1283—1293 : Бодуэн IV де Гин († 1293), сын предыдущего;
- 1293—1332 : Жанна де Гин († 1332), дочь предыдущего.

## Дом де Бриенн
- 1293-1302 : Жан де Бриенн († 1302), граф д'Э (Жан III, c 1294), супруг предыдущей;
- 1332-1344 : Рауль I де Бриенн († 1344), граф д'Э (c 1302), сын предыдущих;
- 1344-1350 : Рауль II де Бриенн († 1350), граф д'Э, сын предыдущего.
- 1350 : Графство Гин конфисковано королём Франции Иоанном II Добрым.
- 1351 : Графство Гин захвачено Англией.
- 1360 : По миру в Бретиньи графство Гин уступлено Англии.

## Дом де Ла Тремуй
- 1389-1398 Ги VI де Ла Тремуй. Его жена Мария де Сюлли была родственницей Жанны де Бриенн (ум. 6 июля 1389), титулярной графини Гина, дочери Рауля I де Бриенна.
- 1398-1446 : Жорж де Ла Тремуй (ок. 1382 — 1446), граф Булонский (с 1416);
- 1483-1525 : Луи II де Ла Тремуй (1460—1525), виконт де Туар (с 1483), внук предыдущего;
- 1525-1541 : Франсуа де Ла Тремуй (1505—1541), виконт де Туар, внук предыдущего;
- 1541-1577 : Луи III де Ла Тремуй (1521—1577), виконт де Туар (с 1541), герцог де Туар (с 1563), сын предыдущего.

## См.также
- Графство Гин